# Lozornó
Lozornó (szlovákul Lozorno, németül Losorn) falu Szlovákiában, a Pozsonyi kerületben, a Malackai járásban.

## Fekvése
Pozsonytól 22 km-re északra  fekszik.

## Története
Területe már a neolitikum időszakától lakott.
A késő középkorban Pozsonyborostyánkő várának erősítésével kapcsolatosan telepíthették.
1438-ban Ezelarn alakban említik először, Zorno alakban csak 1589-től szerepel.
A trianoni békeszerződésig Pozsony vármegye Pozsonyi járásához tartozott.

## Népessége
| Év:            | 1994. | 2004.    | 2014.   | 2024.   |
| -------------- | ----- | -------- | ------- | ------- |
| Emberek száma: | 2545  | 2805     | 2960    | 3158    |
| Eltérés:       |       | +10,21 % | +5,52 % | +6,68 % |

| Év:            | 2023. | 2024.   |
| -------------- | ----- | ------- |
| Emberek száma: | 3174  | 3158    |
| Eltérés:       |       | -0,50 % |

1910-ben 1837, túlnyomóan szlovák lakosa volt.
2011-ben 2889 lakosából 2762 szlovák volt.

## Nevezetességei
- Templomát 1637-ben említik, melyet Alexandriai Szent Katalin tiszteletére szenteltek.

## Gazdaság
A falu határában található Szlovákia legnagyobb ipari parkja.